# Hope Powell
Hope Patricia Powell, CBE (født 8. december 1966) er en kvindelig engelsk fodboldtræner, som er cheftræner for Brighton & Hove Albion W.F.C., der spiller i den bedste engelske kvindelige fodboldrække FA Women's Super League. Hun har været cheftræner i klubben siden juli 2017. Hun var landstræner for Englands kvindefodboldlandshold, i hele 15 år fra 1998 til 2013. Hun blev fyret fra hendes stilling, som landstræner i august 2013.
Hun har tidligere selv spillet topfodbold i de engelske klubber Millwall Lionesses L.F.C., Fulham L.F.C., Charlton Athletic W.F.C.. Hun repræsenterede også Englands kvindefodboldlandshold, selv som spiller og spillede der fra 1983 til hendes karrierestop i 1998. Hun nåede at spille 66 landskampe, som midtbanespiller og scorede 35 mål. Hun fik landsholdsdebut som bare 16-årig, og deltog under VM i fodbold for kvinder 1995, som var den første VM-deltagelse for England. På klubplan, spillede Powell fire FA Women's Cup-finaler og var Croydons anfører, da de vandt den engelske liga- og pokalturneringen i 1996.
Powell blev tildelt Officer of the Order of the British Empire (OBE) i 2002 og Commander of the Order of the British Empire (CBE) ved Birthday Honours i 2010. I 2003, blev hun inkluderet i English Football Hall of Fame.
Powell blev også tildelt en æresgrad af University of East London i 2011.